# 조앤 리우

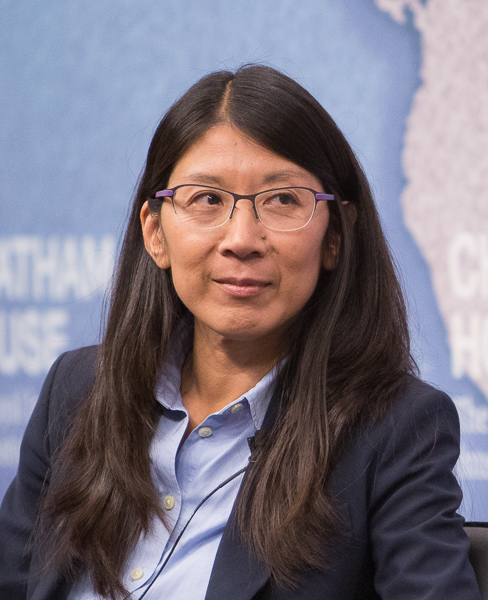

조앤 리우(영어: Joanne Liu M.D., C.M.)는 캐나다의 응급의학과 의사로, 맥길대학교 의과대학의 교수다. 과거에 국경없는의사회(MSF, Doctors Without Borders)의 회장을 지냈다. 맥길 대학교, 몬트리올 대학교, 뉴욕 대학교에서 수학하였다.